# 桂枝茯苓丸
桂枝茯苓丸（けいしぶくりょうがん）は、古方派漢方薬の処方の一つ。全般的な血行改善に用いられる漢方薬である。病院で処方される医療用医薬品と薬局等で購入できる一般用医薬品がある。

## 概要
当帰芍薬散・桃核承気湯とともに、瘀血と呼ばれる血の滞りをとる処方(駆瘀血剤)の一つである。

## 構成生薬
等量の桂枝・茯苓・牡丹皮・桃仁・芍薬をはちみつで小さな団子状に丸めて調合する。
食前に一丸を飲む。効かないときは3丸まで増やしてよい。

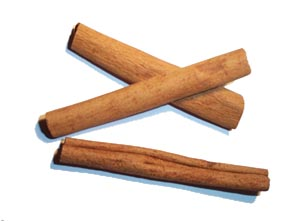
桂皮
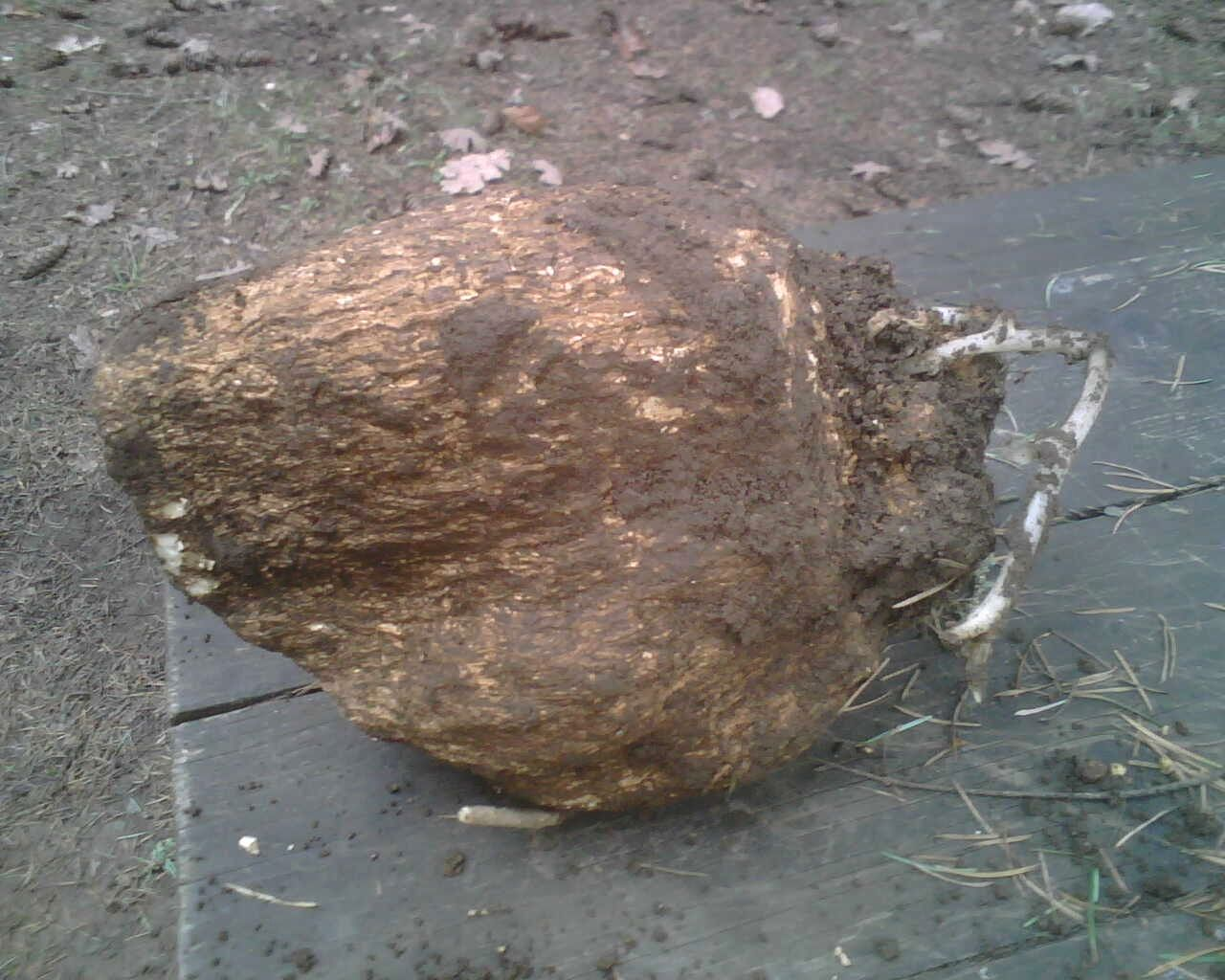
茯苓
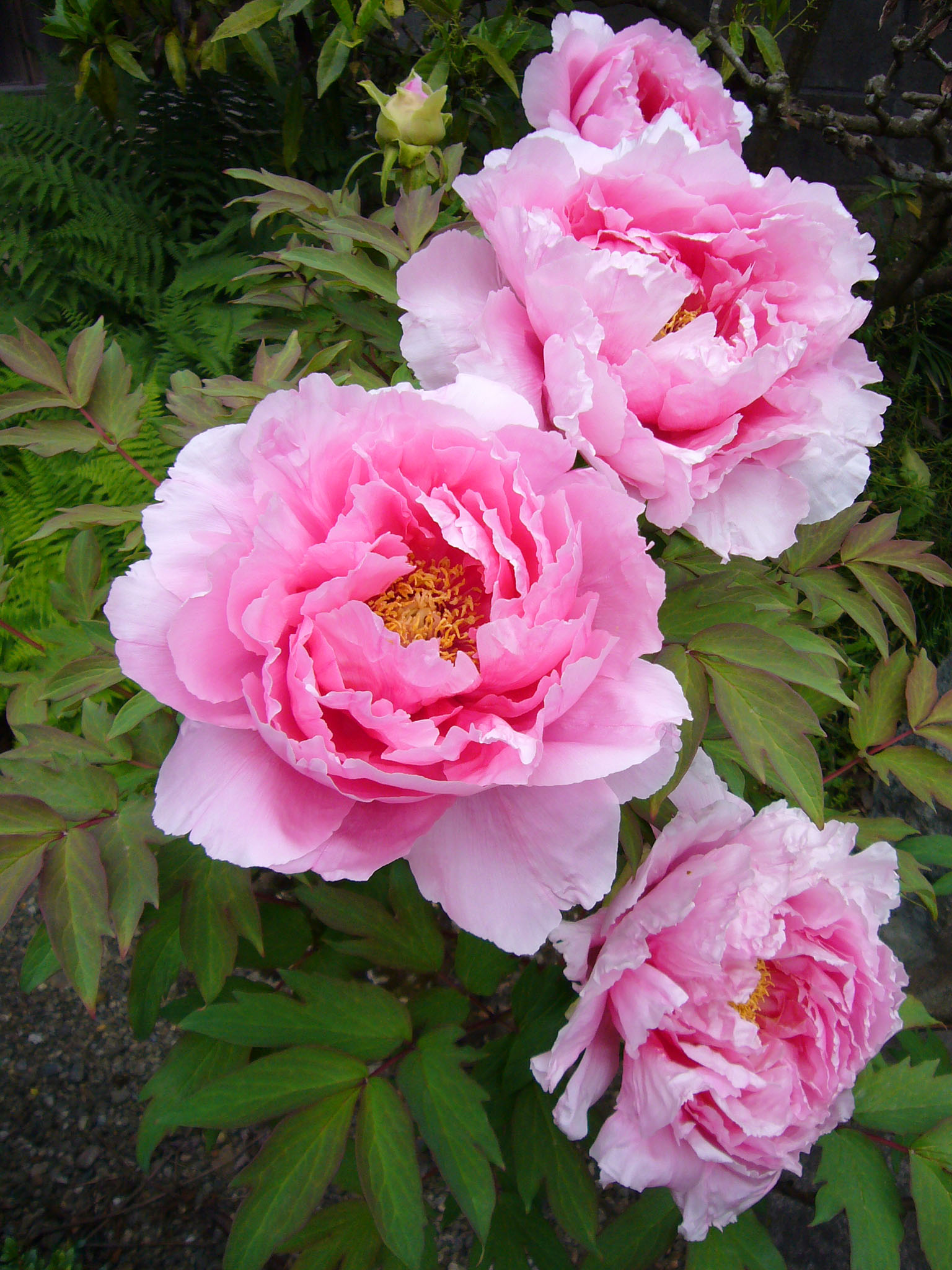
牡丹皮
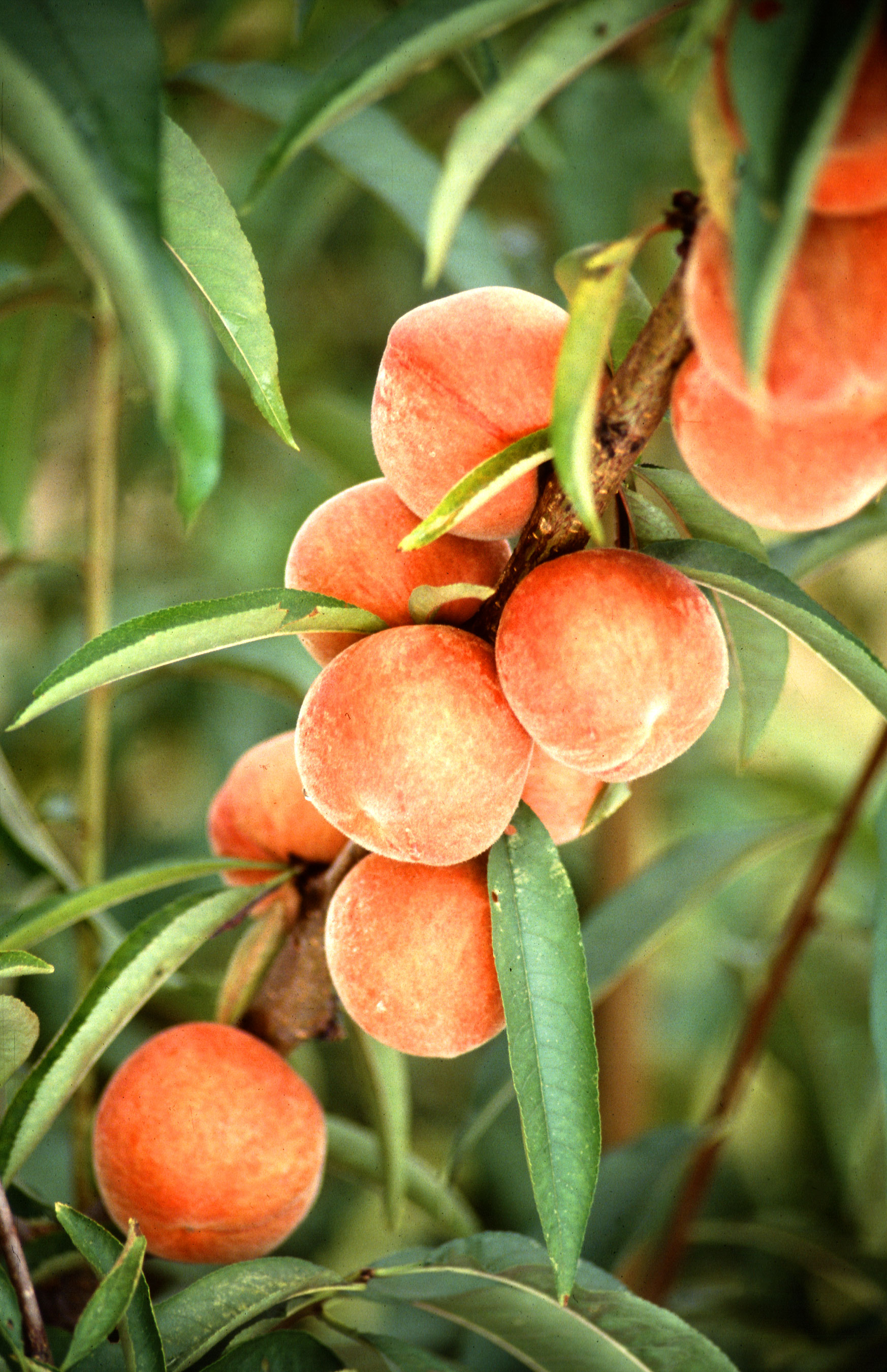
桃仁
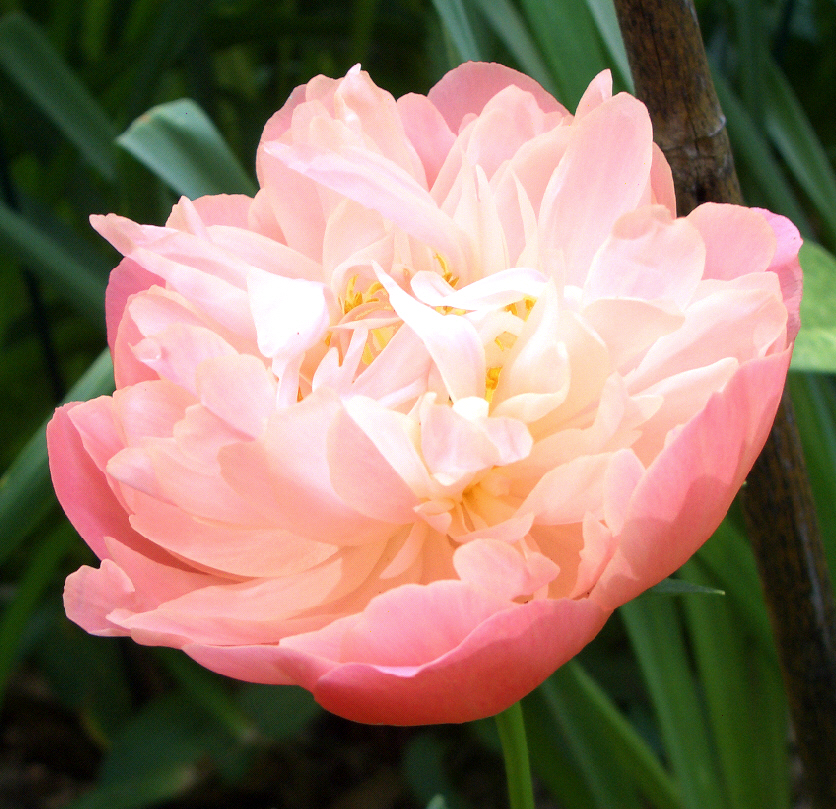
芍薬

## 効能
更年期障害、足腰の冷えや鬱血、血行障害、むくみがあるのに頭はのぼせて下部腹痛がある症状に用いられる。当帰芍薬散よりは実証の人に用いる。みぞおちのあたりの動悸や、下腹部の硬結・圧痛などを目標にし、月経不順、不妊症などに用いる。めまい、頭痛、肩こりなどにも用いる。

## 慎重投与
次の患者には慎重に投与する。
1. 著しく体力の萎えている患者

## 副作用
次の副作用がある。

### 重大な副作用
肝機能障害、黄疸

### その他
発疹、発赤、そう痒、食欲不振、胃部不快感、悪心、下痢

## 注意事項
次の注意が必要である。
1. 桃仁、牡丹皮による流早産の危険性があるため、妊産婦には投与を控える。
2. 高齢者は生理機能の低下、小児は安全性未確立のため注意。